# Maler des Pferdes von Boulogne
Der Maler des Pferdes von Boulogne (englisch Painter of the Boulogne Horse) war ein griechischer Vasenmaler, der Ende des 6. oder sehr früh im 5. Jahrhundert v. Chr. in Athen tätig war.
Der Maler des Pferdes von Boulogne, der etwa zur selben Zeit wie die sogenannte „Pioniergruppe“ des rotfigurigen Stils aktiv war, gehörte zu den frühesten rotfigurigen Schalenmalern. Wie auch andere Schalenmaler dieser Zeit testete der Maler des Pferdes von Boulogne die Möglichkeiten der neuen Technik aufgrund der vergleichsweise kleineren Arbeitsfläche – des Inneren sowie der beiden Außenseiten der Schalen – noch nicht in derselben Tiefe aus, wie es die Vertreter der Pioniergruppe auf größeren Vasen schon taten, dennoch trugen auch die Schalenmaler ihren Teil zum Erfolg des neuen Stils bei. Die Innenbilder seiner Augenschalen gestaltete er noch im alten schwarzfigurigen Stil, die Außenbilder rotfigurig.
John D. Beazley hat die Handschrift des Vasenmalers innerhalb des zehntausende Teile umfassenden Bestandes bekannter attisch-rotfiguriger Vasen und Fragmente erkannt und seine Werke grundlegend zusammengestellt. Beazley hat dem Maler nur wenige Werke, insgesamt drei, zugeschrieben. Seinen Notnamen erhielt er nach Fragmenten einer Augenschale, die sich heute zum einen im Musée Boulogne-sur-Mer und zum anderen im Museo archeologico nazionale di Firenze befinden. Sie zeigen in den Außenbildern zwischen den üblichen Augen der Augenschalen jeweils Pferde. Beazley wies dem Maler insgesamt drei Fragmente und eine restaurierte Schale zu, eine fünfte Schale wurde von Dietrich von Bothmer zugewiesen.
Die Palmetten neben den Henkeln und den Augen des Malers weisen eine Besonderheit auf. Ihr in rot gestaltetes Herz ist an der Oberseite von einem Paar Relieflinien begrenzt, wobei die Blütenblätter diese Abgrenzung durchbrechen. Diese Form des Durchbrechens der Relieflinie findet sich auf vier weiteren Schalen, darunter einer Schale des Phintias. Bei diesen sind allerdings die Blüten und das Palmettenherz anders gestaltet.
Werkliste
Die ersten vier Schalen wurden von Beazley zugewiesen, die Fünfte von Bothmer:
1. Fragmente einer Augenschale; Musée Boulogne-sur-Mer, Boulogne-sur-Mer, Inventarnummer 562 und Museo archeologico nazionale di Firenze, Florenz, Inventarnummer 6B25; Motiv Außen A–B: je ein Pferd zwischen Augen und Palmetten, Motiv Innen: ein rennender, einen Speer tragender Jüngling in einem Chitoniskos (einem kurzen Chiton)[1]
2. Augenschale; Archäologisches Nationalmuseum, Florenz, Inventarnummer 1B19; Motiv Außen A: Diskuswerfer zwischen Augen und Palmetten, Motiv Außen B: Nase zwischen Augen und Palmetten, Motiv Innen: Kentaur[2]
3. Fragment einer Augenschale; Museo archeologico nazionale di Firenze, Florenz, ohne Inventarnummer; Motiv Außen: Reste von Augen und Palmetten[3]
4. Augenschale; Kunstmarkt München, ehemals Sammlung Bareiss in Greenwich und Sammlung Mannini in Wolfsburg; Motiv Außen A: Nase zwischen Augen und Palmetten, Motiv Außen B: ummantelter, sich auf einen Stab stützender Jüngling zwischen Augen und Palmetten, Motiv Innen: ummantelter, auf einem Stuhl sitzender Jüngling mit einem Speer[4]
5. Fragment einer Augenschale; Museo Gregoriano Etrusco, Vatikanstadt, Inventarnummer AST799; Motiv Außen: Nase zwischen Augen und Palmetten[5]